# Перера, Гамини Джаявикрама
Гамини Джаявикрама Перера (синг. ගාමිණී ජයවික්‍රම පෙරේරා, там. காமினி ஜெயவிக்கிரம பெரேரா, 29 января 1941 — 17 февраля 2024) — шри-ланкийский политик.
Член парламента Шри-Ланки от Объединенной национальной партии по округу Курунегала (1994—2020), представитель Катугамполы в Национальной государственной ассамблеи (1977—1989), занимал государственные посты в различных правительствах Шри-Ланки, в том числе был министром Будды Сасаны, министром развития Ваямбы, министром устойчивого развития и дикой природы, министром продовольственной безопасности и министром ирригации и водного хозяйства. Был премьер-министром Северо-Западной провинции, работал в Северо-Западном провинциальном совете. Представлял интересы Шри-Ланки на международном уровне в качестве председателя Экономической и социальной комиссии ООН для Азии и Тихого океана, на эту должность он был избран в апреле 2016 года. В течение значительного периода своей карьеры был председателем Единой национальной партии.

## Биография
Перера родился 29 января 1941 года в Курунегале в Северо-Западной провинции в большой семьи. Начальное и среднее образование получил в колледже Наланда в Коломбо.
Будучи страстным любителем крикета, Перера активно занимался этим видом спорта еще в школьные годы. Он был членом основной команды колледжа и в конечном итоге стал ее капитаном. Он возглавлял команду в крупном матче «Бордовая битва» против колледжа Ананда в 1960 году, который закончился вничью.
Политическая карьера Переры началась в 1968 году, когда в качестве члена Единой национальной партии он начал участвовать в политике местного самоуправления[3] Он быстро поднялся по карьерной лестнице в партии, привлекая внимание партийного руководства, которое включило его в национальную политику в 1973 году.
На выборах 1977 года, на которых убедительную победу одержала ОНП, он получил своё первое место в парламенте, представляя избирательный округ Катугампола. Впоследствии в 1982 году тогдашний президент Дж. Р. Джаявардене назначил Переру на должность окружного министра Курунегалы в своем кабинете.
С заключением индо-шри-ланкийского соглашения и созданием провинциальных советов в Шри-Ланке Перера ненадолго оставил национальную политику, чтобы заняться региональным управлением. В 1988 году он принял участие в выборах в провинциальный совет Северо-Западной провинции и одержал на них победу, в результате чего стал первым главным министром Северо-Западной провинции
Вернувшись в национальную политику на выборах 1994 года, Перера одержал победу в округе Курунегала. На протяжении большей части своего пребывания в парламенте он находился на скамьях оппозиции, за исключением короткого периода, когда он занимал пост министра ирригации и водного хозяйства при администрации Чандрики Кумаратунги в 2001 году. Динамика его политической активности изменилась с избранием Майтрипалы Сирисены в 2015 году и созданием администрации под руководством ОНП. В этот период Перера занимал различные министерские посты, включая пост министра продовольственной безопасности, министра устойчивого развития и дикой природы и министра Будды Сасаны.
После конституционного кризиса 2018 года Перера и его коллеги в действующей администрации столкнулись с временным увольнением со своих должностей в правительстве во главе с Сирисеной и Раджапаксой. Однако последующие вотумы недоверия и постановления Верховного суда привели к их восстановлению в должности. Перера возобновил исполнение обязанностей министра Будды Сасаны и дополнительно получил портфель министра развития Ваямбы. Однако после избрания Готабаи Раджапаксы в 2019 году и формирования правительства под руководством партии Шри-Ланка Подуджана Перамуна (SLPP) он решил уйти от правительственных обязанностей и не баллотироваться на переизбрание в 2020 году.
В 2021 году он отклонился от линии партии, открыто раскритиковав лидера ОНП Ранила Викрамесингхе. Перера утверждал, что Викремесингхе пытался заключить сделку с действующим правительством во главе с НПСЛ. Кроме того, он выразил сожаление по поводу значительных потерь, понесённых ОНП на парламентских выборах 2020 года.
Перера был женат на Рохини Перере, в браке родилось двое детей, сын, Асанга Джаявикрама Перера, был членом провинциального совета. Брат, Линкольн Перера, в своё время занимал пост секретаря Министерства плантационной промышленности
Перера умер 17 февраля 2024 года в возрасте 83 лет в своей резиденции в Курунегале после серьезной болезни. Похороны прошли 20 февраля 2024 года на стадионе «Паннала».